# Chamaecrista ankaratrensis
Chamaecrista ankaratrensis är en ärtväxtart som först beskrevs av René Viguier, och fick sitt nu gällande namn av Du Puy. Chamaecrista ankaratrensis ingår i släktet Chamaecrista och familjen ärtväxter. Inga underarter finns listade i Catalogue of Life.